# VCC 1910
VCC 1910, auch als IC 809 bezeichnet, ist eine elliptische Zwerggalaxie im Sternbild Jungfrau. Sie ist ein Mitglied des Virgo-Galaxienhaufens. Ihre Geschwindigkeitsdispersion wird mit rund 37 km/s angegeben.
Das Objekt wurde am 6. Mai 1888 von Lewis Swift entdeckt.